# Watertoren (Helmond Raymakers)
De watertoren op het terrein van de textielfabriek Raymakers in de Nederlandse stad Helmond is gebouwd in 1948 en is ontworpen door architect S.L.A. Orie. De watertoren heeft twee waterreservoirs van 150 en 35 m³.